# Literatura augusta

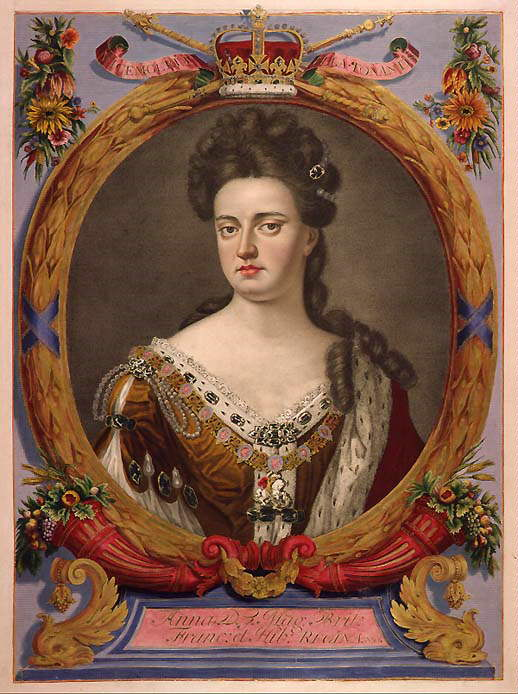
Retrato de la reina Ana de Inglaterra, grabado coloreado de un atlas encargado por Augusto el Fuerte, Duque de Sajonia, 1706-1710.

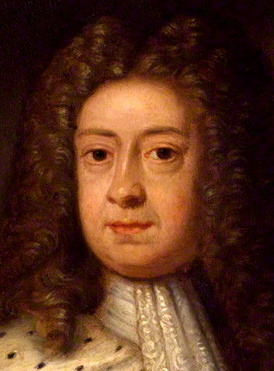
Jorge I de Gran Bretaña.

La Literatura augusta (en inglés: Augustan Literature) es un estilo de literatura inglesa que se corresponde aproximadamente con los reinados de la reina Ana, el rey Jorge I, y Jorge II. Los críticos se refieren con este nombre a la literatura desarrollada entre 1700 y 1760 (o, para algunos, hasta 1789). Es una época que vio el rápido desarrollo de la novela, una explosión de la sátira, la evolución del teatro desde la sátira política hacia el melodrama, y una evolución hacia la poesía de exploración personal. En filosofía, era una época dominada por el empirismo, mientras que los escritos de Economía política marcaron la evolución del mercantilismo en un sentido científico, el desarrollo del capitalismo, y el triunfo del comercio.
Los límites cronológicos de la época son imprecisos, principalmente porque el origen del término en la crítica del siglo XVIII hizo de él una etiqueta para designar vagamente a toda una época de sátira. Este nuevo período augusto vio nacer escritos políticos excepcionalmente audaces en todos los géneros, con las sátiras de la época marcadas por una pose irónica, llena de matices, y un aire superficial de digna calma que escondía por debajo agudas críticas.
Crecieron la alfabetización y la población, en particular la de Londres, por lo que la literatura se difundió por todo el reino. Los autores gradualmente crearon una literatura que iba en direcciones propias, más que seguir las convenciones monolíticas previas y, a través de esto, lentamente comenzaron a respetar y recrear varias composiciones folclóricas. Bajo la apariencia de una serie de estilos de escritura plácidos y altamente regulados, se iniciaron en esta época tendencias desarrolladas ampliamente en la posterior época romántica — mientras política, filosófica y literariamente, la conciencia moderna comenzaba a nacer de entre las nociones feudales y cortesanas de épocas pasadas.

## ¿Ilustración? El contexto histórico

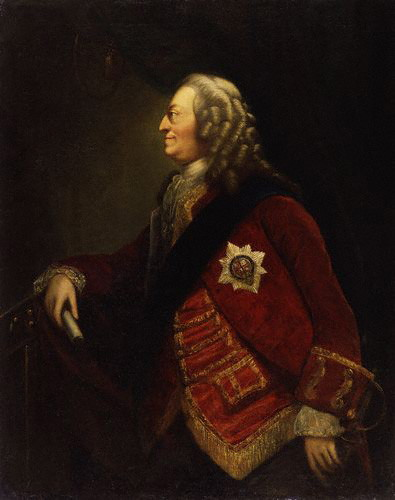
Jorge II de Gran Bretaña.

El término "augusto" o "augustano" proviene de Jorge I y su deseo de verse como un nuevo César Augusto, pues su nombre era Jorge Augusto. Alexander Pope, imitando a Horacio, escribió una Epistle to Augustus (Epístola a Augusto) dirigida a Jorge II y aparentemente reforzaba la idea de esta época como semejante a la de Augusto, cuando la poesía se hizo más amanerada, política y satírica que en la época de Julio César. Más adelante, Voltaire y Oliver Goldsmith (en su Historia de la literatura (History of Literature) de 1764) usó el término "Augusto (Augustan)" para referirse a la literatura de los años 1720 y 1730. Fuera de la poesía, sin embargo, la época augusta es conocida generalmente con otros nombres. Dos etiquetas imprecisas han sido aplicadas a esta época: la era del Neoclasicismo y la Edad de la Razón. Ambos términos tienen cierta utilidad, pero ambos también oscurecen la cuestión. Aunque la crítica neoclásica en Francia fue importada a las letras inglesas, para la década de 1720, el inglés había abandonado sus restricciones en todo salvo el nombre. Y en cuanto a si se trataba o no de una época de "Ilustración", el crítico Donald Greene escribió vigorosamente en contra, argumentando persuasivo que debería llamarse "La época de la exuberancia," mientras que T. H. White defendió "La época del escándalo." Más recientemente, Roy Porter argumentó de nuevo que el desarrollo de la ciencia dominó todo el resto de las áreas del conocimiento, lo que hizo de estos tiempos una época inconfundiblemente de Ilustración (Porter 2000).
Uno de los hechos más trascendentales del siglo XVIII fue la creciente disponibilidad de material impreso, tanto para los lectores como para los autores. Los libros bajaron de precio radicalmente, y se vendían libros usados en la Feria de San Bartolomé y otras ferias. Además, un enérgico comercio de "chapbooks" (pequeños libros que contenían baladas, poemas, cuentos o tratados) y periódicos de gran formato llevaron la información y las tendencias londinenses hasta los rincones más alejados del reino. Por lo tanto, no solo la gente de York conocía los eventos del Parlamento y la corte, sino que la gente de Londres era más consciente de lo que ocurría en York. Más aún, en esta época anterior a los derechos de copyright, eran frecuentes las ediciones piratas, especialmente en las áreas sin contacto frecuente con Londres; estas ediciones piratas animaron a los libreros a aumentar sus envíos a centros periféricos como Dublín, lo que incrementó, de nuevo, el conocimiento a través del reino entero. 
Todos los tipos de literatura se esparcieron rápidamente por todas partes. No solo comenzó a haber periódicos, sino que se multiplicaron y se hicieron extremadamente populares. Más aún, los periódicos se comprometieron inmediatamente, pues las facciones políticas crearon sus propios periódicos, filtraban historias y sobornaron a los periodistas. Los clérigos más destacados hacían imprimir sus sermones, y eran libros superventas. Puesto que las obras religiosas de los disidentes, de los establecidos y de los independientes estaban impresas, el movimiento constante de estas obras ayudó a disminuir la homogeneidad religiosa y alimentó la creciente tolerancia religiosa. El arte de escribir ensayos estaba casi en su punto culminante. Las reuniones de la Royal Society se publicaban con regularidad, y estos eventos se trataban y explicaban o aplaudían en la prensa más popular. Los últimos libros de los estudiosos tenían "claves", "índices" y "resúmenes" hechos a partir de ellos que pudieran popularizar, resumir y explicarlos a un público amplio. Los índices de referencias cruzadas, hoy en día habituales, eran una novedad en el siglo XVIII, y varias personas crearon índices para libros antiguos de aprendizaje, de manera que cualquiera podía encontrar rápidamente lo que un autor había dicho sobre un tema determinado. Se multiplicaron los libros de etiqueta, de correspondencia, y de instrucción moral e higiene. La economía comenzó como una disciplina seria, pero lo hizo en forma de numerosos "proyectos" para resolver los males de Inglaterra (y de Irlanda, y de Escocia). Las colecciones de sermones, disertaciones sobre controversias religiosas, y profecías, tanto nuevas como viejas y explicadas, crecieron en su infinita variedad. Para resumir, los lectores del siglo XVIII estaban abrumados por las voces que competían entre sí. Lo verdadero y lo falso estaban juntos en las estanterías, y cualquiera podía ser un autor publicado, lo mismo que cualquiera podía pretender pasar por erudito usando índices y resúmenes.
El lado positivo de la explosión de información fue que el siglo XVIII resultó marcadamente más educado que los siglos precedentes. La educación quedó menos reservada para las clases superiores que en siglos anteriores, y en consecuencia las contribuciones a la ciencia, la filosofía, la economía y la literatura llegaron desde todas las partes del nuevo Reino Unido. Por primera vez, todo lo que una persona necesitaba para estar educada era la alfabetización y una biblioteca. Era una época de "ilustración" en el sentido de que la insistencia y el impulso por encontrar explicaciones razonables de la naturaleza y la humanidad se convirtió en una obsesión; y una "edad de la razón" en el sentido de que era una época que consideraba los métodos claros y racionales superiores a la tradición. Sin embargo, esta instrucción tenía también un lado oscuro, que los autores dieciochescos sintieron constantemente, y es que el absurdo y la locura lograban más adeptos que nunca. Los charlatanes y timadores engañaban más, lo mismo que los sabios educaban más, y los Apocalipsis fascinantes y espeluznantes compitieron en las estanterías con la sobria filosofía. Lo mismo que ocurre con Internet en el siglo XXI, la democratización de la publicación significó que los viejos sistemas para determinar el valor y uniformidad del punto de vista estaban confusos. Así, era cada vez más difícil confiar en los libros en el siglo XVIII, pues estos eran cada vez más fáciles de hacer y comprar.

### Contexto histórico, político y religioso

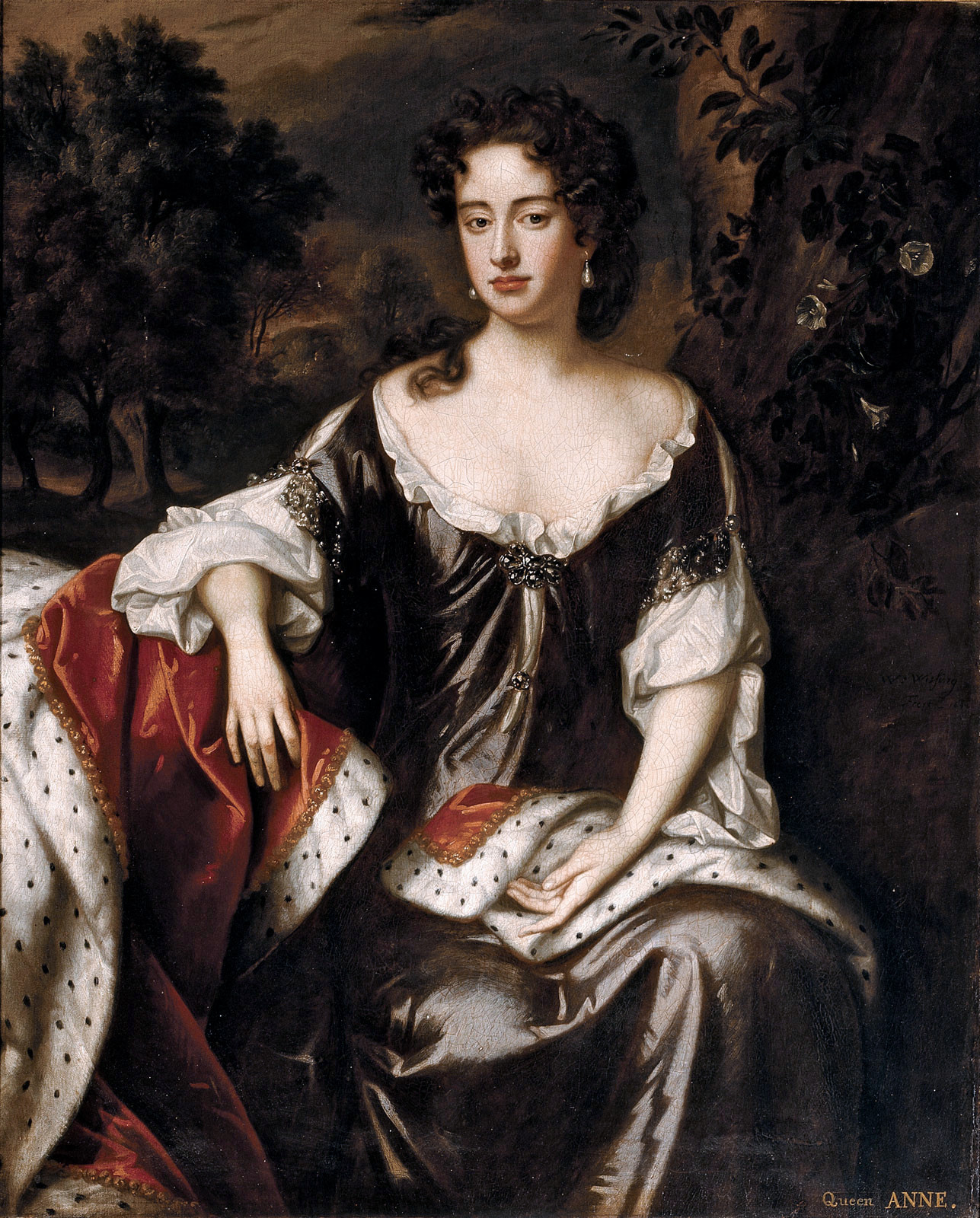
Una reina Ana «malhumoradamente estúpida».

El período de la Restauración finalizó con la crisis de la exclusión y la Revolución Gloriosa, en la que el Parlamento creó una nueva regla para la sucesión al trono británico que siempre favorecería al Protestantismo por encima de la proximidad familiar. Esto llevó al trono a Guillermo y María como sucesores de Jacobo II, y se codificó en el Acta de Establecimiento (1701). Jacobo marchó a Francia desde donde su hijo Jacobo Francisco Estuardo lanzó un intento de recuperar el trono en 1715. Otro intento fue llevado a cabo por el hijo de este último, Carlos Eduardo Estuardo en 1745. Estos intentos de invasión se solían denominar abreviadamente como "el 15" y "el 45". Cuando Guillermo murió, Ana Estuardo lo sucedió en el trono. La estupidez de la reina Ana era proverbial: Thomas Babbington Macaulay diría de ella que "cuando estaba de buen humor, [ella] era mansamente estúpida y, cuando estaba de mal humor, malhumoradamente estúpida." El reinado de Ana vio librarse dos guerras, con grandes triunfos por parte de John Churchill, el Duque de Marlborough. La esposa de Marlborough, Sarah Churchill, era la mejor amiga de Ana, y muchos suponían que controlaba secretamente a la reina en todos los aspectos. Con un gobernante débil y la creencia de que el verdadero poder estaba en manos de los ministros destacados, las dos facciones políticas intensificaron su oposición mutua: los whigs y los tories se lanzaron los unos directamente a por los otros. Esta debilidad del trono hizo que se incrementaran rápidamente los poderes del partido que mandara en el Parlamento y llevó al establecimiento, de facto, de un primer ministro (aunque aún no se usara ese término) en la persona de Robert Walpole. Cuando Ana murió sin descendencia, la sucedió en el trono Jorge I, Elector de Hanóver. Jorge I nunca se preocupó por aprender inglés, y su aislamiento respecto al pueblo inglés fue decisivo para mantener el carácter irrelevante de su poder. Su hijo, Jorge II, por su parte, hablaba algo de inglés y aún mejor francés, y el suyo fue el primer reinado plenamente hanoveriano en Inglaterra. Para entonces, los poderes del Parlamento se habían ampliado silenciosamente, con lo que el poder de Jorge II quizás solo pudo igualar al del Parlamento.
La población de Londres creció espectacularmente. Durante la Restauración, creció de 30.000 a 600.000 habitantes en 1700 (Old Bailey) (Millwall history). Para 1800, había alcanzado los 950.000. No todos estos residentes en Londres eran prósperos. El acta de cercamiento había destruido las granjas de las familias más modestas, y las zonas rurales experimentaron una dolorosa pobreza. Cuando el Acta Negra se extendió para incluir a todos los opositores a los cercamientos, las comunidades rurales pobres se vieron forzadas a emigrar o a padecer (véase Thompson, Whigs). Por lo tanto, los jóvenes del campo a menudo marchaban a Londres con la esperanza de triunfar, y esto incrementó las filas de los pobres urbanos y de trabajadores baratos para los empresarios de la ciudad. También significó un incremento del número de criminales, prostitutas y mendigos. El miedo a los delitos patrimoniales, la violación y al hambre que se encuentran en la literatura augusta debe situarse en el contexto del crecimiento de Londres, así como en la despoblación del campo.
En parte debido a esta presión de la población, los delitos patrimoniales se convirtieron en un negocio tanto para los criminales como para aquellos que se ganaban la vida atrapándolos. Destacados señores del crimen como Jonathan Wild idearon nuevas formas de robo, y los periódicos estaban ansiosos por relatar noticias de crímenes. Se hicieron populares las biografías de criminales atrevidos, lo que provocó a su vez el crecimiento de biografías ficticias de criminales ficticios. Se solían leer cuentos admonitorios sobre mujeres del campo engañadas por sofisticados libertinos (como Anne Bond) de los que se suponía que abundaban en las depravadas ciudades. Los relatos ficticios de mujeres ejemplares violadas (o que se escapan de la violación por muy poco) se hicieron populares.
La presión demográfica también significó que el descontento urbano nunca resultaba difícil de encontrar para los oportunistas políticos, y Londres sufrió una serie de alborotos, la mayor parte de ellos contra supuestos agentes provocadores católicos. Cuando se introdujeron las bebidas baratas de alta graduación, la situación empeoró, los escritores y artistas protestaron por la novedad de la ginebra (véase, por ejemplo, Gin Lane de William Hogarth). Desde 1710, el gobierno promovió las destilerías como una fuente de crédito y de comercio, y no se requería licencia para fabricar o vender ginebra. Hay casos documentados de mujeres que ahogaban a sus hijos para vender la ropa y obtener así ginebra, de manera que estos establecimientos crearon, al mismo tiempo, el alimento de los alborotos y las condiciones contra las cuales ocurrirían tales alborotos (Loughrey y Treadwell, 14). Los disidentes (aquellos protestantes radicales que no se unían a la Iglesia de Inglaterra) reclutó sus religiosos de entre los pobres de la ciudad, a los que predicaba, y varios vástagos de los movimientos puritano e "independiente" (baptistas) incrementaron sustancialmente el número de sus miembros. Un tema de estos ministros era el peligro de la iglesia católica, a quien con frecuencia veían como la puta de Babilonia. Mientras que Ana perteneció a la iglesia alta, Jorge I venía de una nación bastante más protestante que Inglaterra, y Jorge II era casi iglesia baja, como mostrarían los acontecimientos de la controversia bangoriana. La convocación fue efectivamente disuelta por Jorge I (que estaba luchando con la Cámara de los Lores), y Jorge II estaba satisfecho de mantener la suspensión. Además, los dos primeros hanoverianos estaban preocupados por Jacobo Francisco Estuardo y Carlos Eduardo Estuardo, quienes tenían un considerable apoyo en Escocia e Irlanda, y cualquiera que fuera demasiado "iglesia alta" se sospechaba que podía ser un jacobita, gracias en gran medida, a los inflados miedos de Walpole de que hubiera simpatizantes Estuardo en cualquier grupo que no lo apoyara a él.

### Historia y literatura
La literatura del siglo XVIII —particularmente a principios de siglo, que es lo que el término "augusto" suele normalmente indicar— es explícitamente política de una manera que pocas otras lo son. Debido a que un autor profesional no se distinguía aún de un autor a sueldo, aquellos que escribían poesía, novelas, y obras de teatro, a menudo eran políticamente activos o políticamente financiados. Aún no se había desarrollado una estética de separación artística del mundo cotidiano, y se consideraba arcaica e irrelevante la idea aristocrática de un autor tan noble como para estar por encima de las preocupaciones políticas. El periodo puede ser una "época de escándalo," si se considera que los autores de esta época trataban específicamente de los crímenes y los vicios de su mundo.
La sátira, en prosa, en teatro o en poesía, era el género que atrajo los escritos más enérgicos y voluminosos. Las sátiras creadas en el periodo augusto eran ocasionalmente amables e inespecíficas —comentarios sobre la cómicamente defectuosa condición humana —pero al menos con igual frecuencia eran críticas específicas sobre políticas, acciones y personas concretas. Incluso esas obras estudiosamente no tópicas eran, en realidad, afirmaciones claramente políticas en el siglo XVIII. En consecuencia, los lectores de la literatura de este siglo necesitan comprender la historia del periodo más profundamente que los lectores de cualquier otra literatura. Los autores escribían para un público informado y solo de manera muy secundaria para la posterioridad. Incluso los autores que criticaban esta literatura coyuntural (como Jonathan Swift y Alexander Pope, en The Dedication to Prince Posterity de Cuento de una barrica y La dunciada, entre otras piezas) estaban criticando a autores concretos que son desconocidos sin un conocimiento histórico de la época. La poesía de esta centuria, en todas sus formas, estaba en diálogo constante: cada autor respondía y comentaba a otros. Las novelas de la época se escribían contra otras novelas contemporáneas (véanse las batallas entre Henry Fielding y Samuel Richardson y entre Laurence Sterne y Tobias Smollett). Las obras de teatro se escribían para burlarse de otras obras, o para contrarrestar el éxito de otras (véase la reacción en contra y a favor de Catón y, más tarde, la de Fielding The Authors Farce). Por lo tanto, historia y literatura están unidas de una manera rara vez vista en otros momentos históricos. Esta escritura metropolitana y política puede parecer íntima o literatura de salón, pero, por otro lado, era la literatura de personas profundamente comprometidas con la búsqueda de un nuevo tipo de gobierno, nuevas tecnologías, y nuevos desafíos ofensivos para las certezas filosóficas y religiosas.

## Prosa
En esta época prosperaron el ensayo, la sátira, y el diálogo (en filosofía y religión), y la novela inglesa empezó de verdad como una forma artística seria. La instrucción a comienzos de siglo llegó a las clases obreras, así como a las medias y altas (Thompson, Class). Más aún, la instrucción no quedó limitada a los hombres, aunque sea difícil establecer estadísticas de mujeres lectoras. Comenzaron en esta época las bibliotecas ambulantes para los lectores. Las bibliotecas estaban abiertas a todo el mundo, pero se asocian principalmente al patrocinio femenino y a la lectura de novelas.

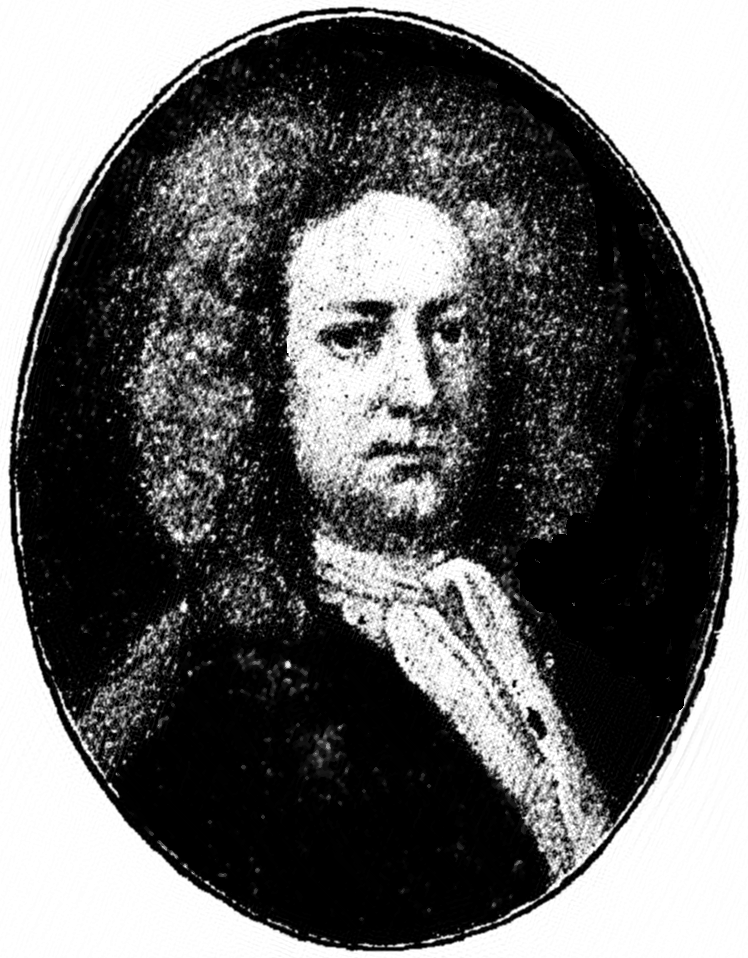
Joseph Addison, periodista.

### Periodismo y ensayo
Los ensayistas ingleses conocían los modelos continentales, pero desarrollaron un estilo independiente de esa tradición y la literatura periodística se incrementó entre 1692 y 1712. Los periódicos eran baratos de producir, rápidos de leer, y una manera viable de influir en la opinión pública; en consecuencia había muchos periódicos de gran formato dirigidos por un solo autor y con una serie de escritores a sueldo (llamados autores de "Grub-Street, -la calle de la comida-"). Un periódico vendió más que el resto, dominándolos a todos: El espectador (The Spectator, 1711), escrito por Joseph Addison y Richard Steele (con contribuciones ocasionales por parte de sus amigos). El espectador desarrolló toda una serie de personajes seudónimos, incluyendo a "Mr. Spectator," Roger de Coverley, e "Isaac Bickerstaff", y tanto Addison como Steele crearon ficciones que rodearan a sus narradores. Su punto de vista desapasionado sobre el mundo (la postura de un espectador, más que de un partícipe) era esencial para el desarrollo del ensayo inglés, pues establecieron el fundamento sobre el que Addison y Steele podían comentar y reflexionar sobre las costumbres y los acontecimientos. El ensayista inglés no es un filósofo como Montesquieu, sino un observador honrado y un igual a sus lectores. Después del éxito de El espectador, aparecieron más periódicos de comentarios políticos. Sin embargo, las facciones y coaliciones políticas se dieron cuenta muy pronto del poder de este tipo de prensa, y comenzaron a fundar periódicos para esparcir rumores. Se dice que el ministro tory Robert Harley (1710–1714) gastó más de 50.000 libras esterlinas en crear y sobornar a la prensa (Butt); se conoce este importe porque sus sucesores lo hicieron público, pero se sospecha que estos (el gobierno Walpole) gastaron incluso más. Los políticos escribían para los periódicos, los apoyaban, y era bien sabido que algunos bien conocidos como Mist's Journal, eran meros portavoces del partido.
Samuel Johnson (1709-84) es el prototipo de ensayista neoclásico, con obras como un Diccionario y Lives of the Poets (Vidas de poetas).

### Filosofía y religión
El periodo augusto tuvo menos literatura de controversia religiosa que la época de la Restauración. Hubo, sin embargo, autores puritanos, y uno de los nombres usualmente asociados con la novela es quizá el más prominente escritor puritano: Daniel Defoe. Después de la coronación de la reina Ana, las esperanzas de los disidentes de revertir la Restauración estaban en su punto más bajo, y la literatura disidente pasó de la ofensiva a la defensiva, de lo revolucionario a lo conservador. La infame ofensiva de Defoe en la lucha entre la alta y la baja iglesia se produjo en la forma de The Shortest Way with the Dissenters; Or, Proposals for the Establishment of the Church. La obra era satírica, atacando todas las preocupaciones de las figuras del sistema sobre los desafíos de los disidentes. Es, en otras palabras, defensiva. Más tarde aún, el trabajo más majestuoso de la época, y la obra más citada y leída, fue la de William Law A Serious Call to a Devout and Holy Life (1728). También fueron populares las Meditations de Robert Boyle. Tanto Law como Boyle invocaban un renacimiento, y pusieron las condiciones para el desarrollo del metodismo y el estilo de sermón de George Whitefield. Sin embargo, sus obras se dirigían a los individuos, más que a las comunidades. La época de los revolucionarios religiosos y militantes evangelistas había pasado ya.

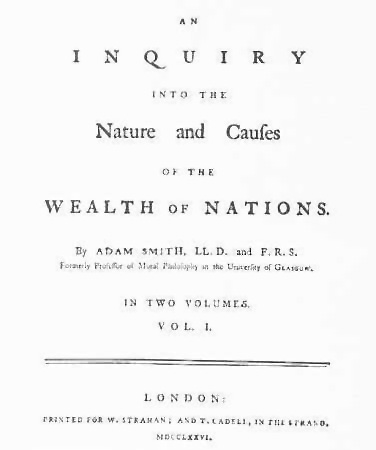
Primera página de la edición londinense de 1776 de La riqueza de las naciones.

También en contraste con la Restauración, cuando la filosofía en Inglaterra estaba totalmente dominada por John Locke, el siglo XVIII vio una vigorosa competición entre los seguidores de Locke. George Berkeley extendió el énfasis de Locke sobre la percepción para argumentar que la percepción por sí sola resuelve el problema cartesiano del conocimiento subjetivo y objetivo diciendo "ser es ser percibido." Solo aquellas cosas que son percibidas por una conciencia son reales, dice Berkeley. Para Berkeley, la persistencia de la materia reside en el hecho de que Dios percibe aquellas cosas que los humanos no, que un Dios vivo y continuamente atento, consciente e implicado es la única explicación racional para la existencia de la materia objetiva. En esencia, por lo tanto, el escepticismo de Berkeley lleva a la fe. David Hume, por su parte, llevó el escepticismo empírico hasta el extremo, y fue el filósofo empirista más radical de la época. Atacó las premisas que la gente aceptaba sin examinar, y su escepticismo apuntaba a la Metafísica en áreas que otros empiristas habían asumido que eran materiales. Hume obstinadamente rechazó entrar en consideraciones de su fe personal en la divinidad, pero su asalto a la lógica y prejuicios de la teodicea y la cosmogonía era devastador, y se concentró en lo probable y lo empírico de una forma que llevaría al utilitarismo y al naturalismo más tarde. 
En filosofía social y política, la economía se encuentra en la base de gran parte de la discusión. The Fable of the Bees (Fábula de las abejas,  1714) de Bernard de Mandeville se situó en el centro de la controversia en relación con el comercio, la moralidad y la ética social. Mandeville argumentó que el despilfarro, la lujuria, el orgullo y todos los otros vicios "privados" eran buenos para la sociedad en su conjunto, pues cada uno de ellos llevaban al individuo a emplear a otros, a gastar libremente, y liberar el capital para que fluyera en la economía. La obra de Mandeville está llena de paradojas y pretende, al menos en parte, polemizar sobre lo que él veía como una filosofía ingenua del progreso humano y de la virtud innata. Sin embargo, los argumentos de Mandeville, inicialmente un ataque sobre la corrupción de la Guerra de Sucesión Española, serían citados a menudo por economistas que deseaban eliminar la moralidad de asuntos comerciales.
Los profanos recuerdan a Adam Smith como padre del capitalismo, pero su obra La teoría de los sentimientos morales de 1759 también intentaba encontrar una nueva base a la acción moral. Su énfasis en el "sentimiento" era muy propio de la época, pues acentuó la necesidad de "simpatía" entre individuos como la base de una acción adecuada. Estas ideas, y la psicología de David Hartley, influyeron en la novela sentimental e incluso en el naciente movimiento metodista. Si los sentimientos de simpatía transmitían moralidad, ¿no sería posible inducir a la moralidad proporcionando circunstancias agradables? La mayor obra de Smith fue  Investigación de la naturaleza y causas de la riqueza de las naciones de 1776. Lo que tenía en común con de Mandeville, Hume, y Locke era que comenzaba examinando analíticamente la historia de los intercambios materiales, sin reflexionar sobre la moralidad. En lugar de deducir desde lo ideal o lo moral a lo real, examinó la realidad e intentó formular reglas inductivas.

### La novela
Las bases de la novela fueron establecidas por el periodismo, el teatro y la sátira. Largas sátiras en prosa como Los viajes de Gulliver (1726) tenían un personaje central que vive diversas aventuras y puede (o no) aprender lecciones. Sin embargo, la más importante fuente satírica para la escritura de novelas vino de El Quijote (1605, 1615), de Cervantes. En general, pueden verse estos tres ejes, teatro, periodismo y sátira, juntándose y originando tres tipos distintos de novela. 
Robinson Crusoe (1719) de Daniel Defoe fue la primera gran novela del nuevo siglo. Defoe trabajó como periodista durante y después de su composición, y por lo tanto conoció las memorias de Alexander Selkirk, que había permanecido durante varios años en una isla de Sudamérica. Defoe cogió la vida real y, de ella, generó una vida de ficción, satisfaciendo un mercado esencialmente periodístico con su ficción. En los años 1720, Defoe entrevistó a criminales famosos y relató sus vidas. Investigó en particular a Jack Sheppard y Jonathan Wild y escribió True Accounts (Relatos verdaderos) de las fugas (y destino) del primero y de la vida del segundo de ellos. En sus reportajes sobre prostitutas y criminales, Defoe pudo haber conocido la vida real de Mary Mollineaux, que pudo haber sido el modelo para la protagonista de Moll Flanders (1722). Ese mismo año, Defoe escribió Diario del año de la plaga (1722), que resumía los horrores y tribulaciones de 1665 para un mercado periodístico de memorias, e intentó un cuento sobre la superación personal de un hombre que sale de la clase trabajadora en Colonel Jack (1722). Su última novela volvió al tema de la mujer caída en Roxana (1724). Temáticamente, las obras de Defoe son constantemente puritanas. Todas narran la caída, una degradación del espíritu, una conversión y una elevación extática. Esta estructura religiosa necesariamente implicó un bildungsroman, pues cada personaje tenía que aprender una lección sobre sí mismo y acabar más sabio.

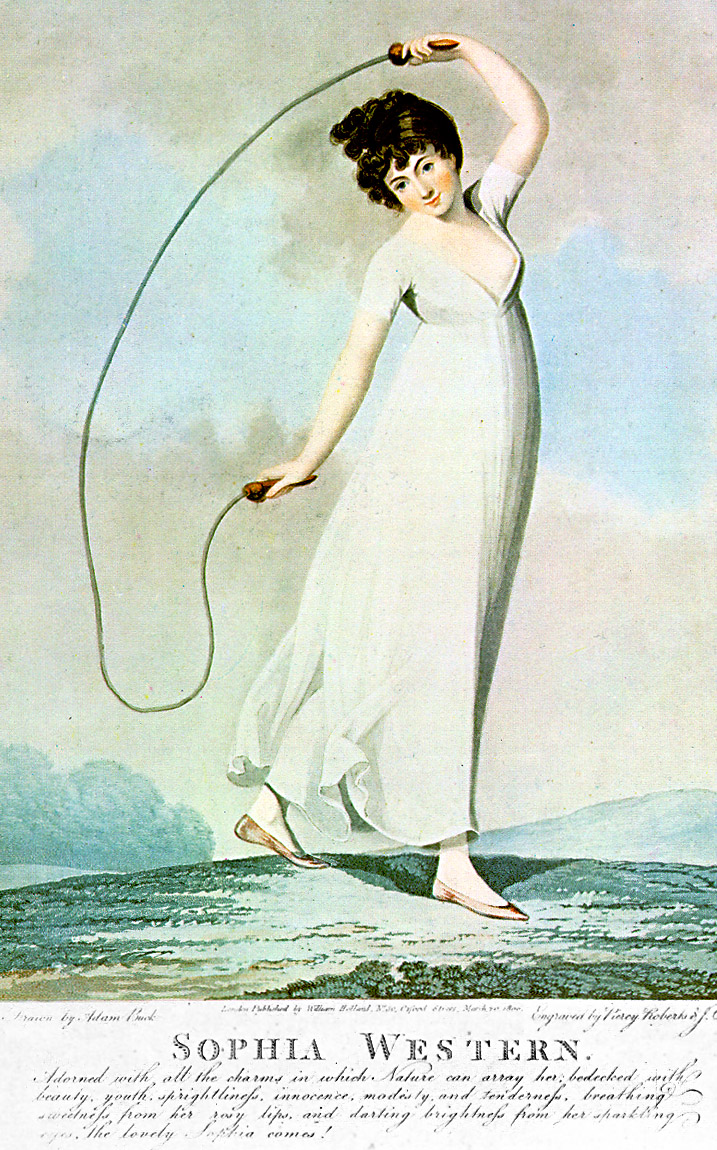
Sophia Western, heroína de la novela de 1749 Tom Jones, de Henry Fielding, vestida a la moda de 1800, fecha de la ilustración.

Aunque entre tanto se produjeron novelas, Pamela o la virtud recompensada (1740) de Samuel Richardson es el siguiente hito decisivo en el desarrollo de la novela inglesa. Los modelos genéricos de Richardson eran bastante diferentes de los de Defoe. En lugar de trabajar la biografía periodística, Richardson tenía en mente libros de superación personal que eran bastante populares en la época. Pamela Andrews entra a trabajar en casa de un "Sr. B." Como debe hacer una hija, escribe constantemente a su madre, y como una joven cristiana, siempre está en guardia para defender su "virtud" (esto es, su virginidad), pues el Sr. B la desea. La novela acaba con su matrimonio con su empleador y su ascenso a la posición de dama. Pamela, como su autor, presenta el punto de vista de un disidente y un whig sobre el ascenso de clases. La obra hizo nacer, de manera casi simultánea, una serie de sátiras, la más memorable de las cuales es la obra de Henry Fielding's Shamela (1742).
Fielding continuó hostigando a Richardson con Joseph Andrews (1742), el cuento sobre el hermano de Shamela, Joseph, que se pasa la vida intentando proteger su propia virginidad, invirtiendo de esta manera los papeles de la depredación sexual de Richardson y satirizando la idea de conseguir el ascenso social mediante el sexo. Sin embargo, Joseph Andrews no es una parodia de Richardson, pues Fielding ejemplificaba su creencia en la "buena naturaleza," que es una cualidad de virtud innata que es independiente de la clase y que puede siempre prevalecer. El amigo de Joseph, el párroco Abraham Adams, aunque no es un bobo, es ingenuo y posee buena naturaleza. Su propia bondad básica le impide ver la maldad del mundo, y los incidentes en el camino (pues la mayor parte de la novela es la historia de un viaje) permite a Fielding satirizar las condiciones del clero, la pobreza rural (y los hacendados), y la crueldad de los hombres de negocios. 
De 1747 a 1748, Samuel Richardson publicó Clarissa en forma de serie. A diferencia de Pamela, no es un cuento en el que se recompense la virtud. En su lugar, es un relato altamente trágico y conmovedor de una joven cuyos padres intentan forzarla a casarse con un novio incompatible, lanzándola de esta forma a los brazos de un libertino calculador llamado Lovelace. Al final, Clarissa muere por su propio deseo. La novela es una obra maestra de realismo psicológico y efecto emocional, y cuando Richardson iba a acabar el serial, incluso Henry Fielding le escribió, para pedirle que no matara a Clarissa. Como con Pamela, Richardson destacó al individuo sobre la sociedad, y lo personal por encima de la clase. Aunque Fielding leía y disfrutaba de Clarissa, al mismo tiempo escribía en contra de sus mensajes. Su Historia de Tom Jones, un expósito de 1749 ofrece el reverso del argumento de Clarissa. Tom Jones está sustancialmente de acuerdo con el poder del individuo de ser algo más o menos de lo que su nacimiento preveía, pero de nuevo destaca el lugar del individuo en la sociedad y las ramificaciones sociales de las elecciones individuales. Fielding contesta a Richardson ofreciendo un tipo de historia similar (si una chica puede elegir o no su propia pareja) pero mostrando cómo la familia y la aldea pueden complicar y apresurar emparejamientos y felicidad.

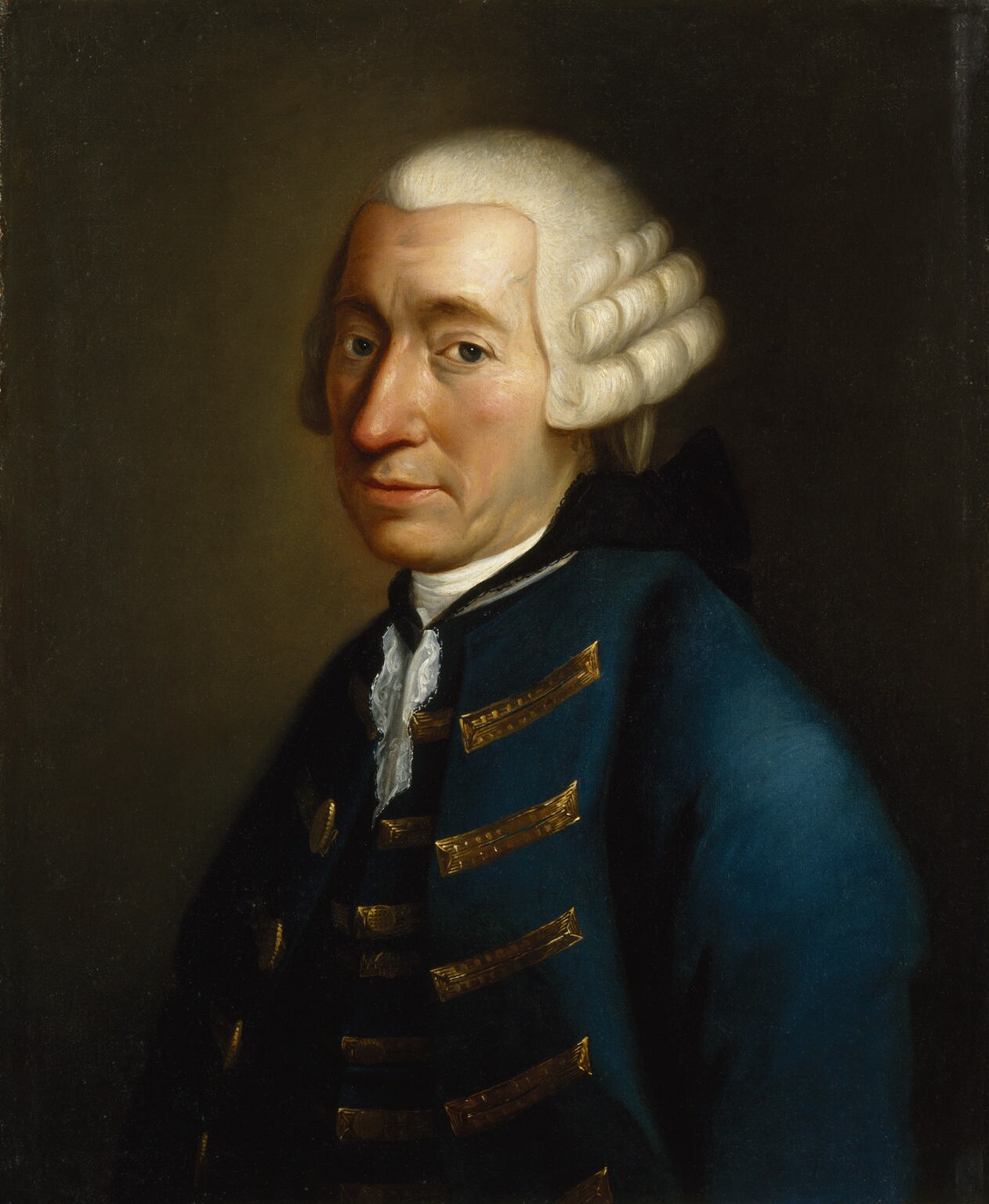
Un retrato de Tobias Smollett.

Deben mencionarse otros dos novelistas, que, como Fielding y Richardson, dialogaban a través de sus obras. Las obras de Laurence Sterne y Tobias Smollett ofrecen puntos de vista opuestos sobre la persona en la sociedad y el método de la novela. El clérigo Laurence Sterne conscientemente quiso imitar a Jonathan Swift con su Tristram Shandy (1759–1767). Tristram quiere escribir su autobiografía, pero como el narrador de Swift en Cuento de una barrica, se preocupa porque nada de su vida puede entenderse sin comprender su contexto. Por ejemplo, cuenta al lector que en el mismo momento en que era concebido, su madre estaba diciendo, "¿Diste cuerda al reloj?" Para explicar cómo sabía esto, explica que su padre se preocupaba por darle cuerda al reloj y "otros asuntos de familia" un día al mes. Para explicar por qué había que darle cuerda al reloj entonces, tiene que explicar a su padre. En otras palabras, la biografía va hacia atrás, más que hacia delante en el tiempo, solo para, entonces, saltar hacia delante varios años, tocar otro punto, e ir hacia atrás de nuevo. Es una novela con una energía excepcional, con digresiones a múltiples niveles, de diversas sátiras, y frecuentes parodias. 
Por su parte, el periodista, traductor e historiador Tobias Smollett, escribió novelas aparentemente más tradicionales. Se concentró en la novela picaresca, en la que un personaje de inferior origen pasaría por una serie interminable de aventuras. Sterne pensaba que las novelas de Smollet prestaban una atención indebida a los aspectos más bajos y vulgares de la vida, que enfatizaban la suciedad. Aunque esta es una queja superficial, señala una importante diferencia entre los dos como autores. Sterne llegó a la novela desde un pasado satírico, mientras que Smollett llegó desde el periodismo. En el siglo XIX, los novelistas tendrían tramas más cercanas a las de Smollett que las de Fielding o Sterne o Richardson, y su desarrollo lineal de la acción tendría éxito. 
Hubo otras tendencias. La novela sentimental empezó en los años 1760 y experimentó un breve periodo de dominio. Este tipo de novela destacó los sentimientos. Manteniendo las teorías de Adam Smith y David Hartley (arriba expuestas), la novela sentimental se concentraba en personajes que experimentan rápidos cambios de humor y extraordinaria empatía. La obra de Sarah Fielding David Simple vendió más que el Joseph Andrews de su hermano Henry, y llevó la teoría de la "buena naturaleza" a una naturaleza sentimental. Otras mujeres estaban escribiendo novelas en la época: novelas utópicas, como la de Sarah Scott titulada Millennium Hall (1762); novelas femeninas autobiográficas como las de Frances Burney (Evelina es la más destacada), incluso adaptaciones femeninas de motivos anteriores masculinos, como en la obra de Charlotte Lennox La mujer Quijote (1752). Estas novelas no siguen generalmente una línea estricta de desarrollo o influencia. Sin embargo, fueron obras populares, aplaudidas por lectores y lectoras, así como por los críticos.

#### Historiadores de la novela
La obra de Ian Watt The Rise of the Novel (1957) aún domina los intentos de escribir una historia de la novela. Su punto de vista es que el rasgo crítico de la novela del siglo XVIII es la creación del realismo psicológico. Este rasgo, arguyó, continuaría e influiría a la novela tal como se la ha conocido hasta el siglo XX. Michael McKeon aportó un acercamiento marxista a la historia de la novela en su obra The Origins of the English Novel (1986). McKeon considera que la novela era un constante campo de batalla entre concepciones opuestas del mundo: whig/tory, disidencia/sistema establecido, y capitalismo/feudalismo residual.

### Sátira (sin clasificar)

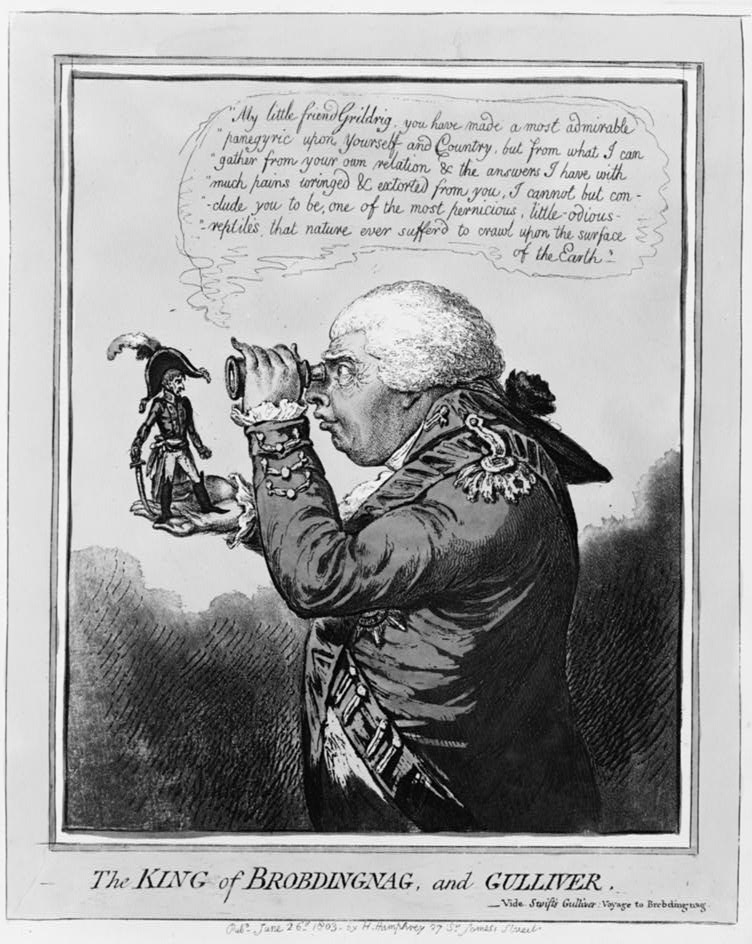
"El rey de Brobdingnag y Gulliver".

Un nombre destaca en la sátira en prosa dieciochesca: Jonathan Swift. Swift escribió poesía y prosa, y sus sátiras abarcan todos los temas. Críticamente, la sátira de Swift marcó el desarrollo de la parodia en prosa aparte de la sátira simple o burlesca. La parodia en prosa comienza imitando a un autor al que se desprecia para pasar enseguida a reducirlo al absurdo, haciendo que la víctima diga cosas groseras o idiotas. Otras sátiras atacarían un hábito, práctica o política burlándose de su alcance, su composición o sus métodos. Lo que hizo Swift es combinar la parodia, con su imitación en forma o estilo de otro, y la sátira en prosa. Las obras de Swift pretenden hablar con la voz de un oponente e imitar su estilo y hacer que la obra paródica en sí misma sea una sátira. La primera sátira destacada de Swift fue Cuento de una barrica (1703–1705), que presenta una división entre antiguos y modernos que serviría como una distinción entre el antiguo y nuevo concepto de valor. Los "modernos" buscan el comercio, la ciencia empírica, la razón del individuo por encima de la de la sociedad, mientras que los "antiguos" creían en el valor inherente e inmanente del nacimiento, y de la sociedad sobre las determinaciones individuales de lo bueno. En la sátira de Swift, los modernos parecen locos y orgullosos de su locura, y despreciativos del valor de la historia. En la sátira más significativa de Swift, Los viajes de Gulliver (1726), se mezclan autobiografía, alegoría, y filosofía. Por su tema, Los viajes de Gulliver es una crítica a la vanidad humana, al orgullo. Comienza con el viaje a Liliput (LibroI), representando el mundo tal como es. El Libro II muestra que la nación idealizada de Brobdingnag con un rey filósofo no es lugar para el inglés contemporáneo. El Libro IV representa la tierra de los Houyhnhnms, una sociedad de caballos gobernados por la razón pura, donde la humanidad es representada como un grupo de "yahoos" (bárbaros) cubiertos de basura y dominados por deseos infames. Muestra que, en verdad, el propio deseo por la razón puede ser indeseable, y que los humanos deben luchar por no convertirse en Yahoos ni en Houyhnhnms, pues el Libro III muestra lo que ocurre cuando la razón campa a sus anchas sin ninguna consideración por la moralidad o la utilidad (esto es, la locura, la ruina y el hambre).
Había otros satíricos que trabajaban de forma menos virulenta, que adoptaban una pose de perplejidad y solo se reían alegremente. Tom Brown, Ned Ward, y Tom D'Urfey eran todos satíricos en prosa y poesía cuyas obras aparecieron en la primera parte del periodo augusto. La obra más famosa de Tom Brown en esta tendencia fue Amusements Serious and Comical, Calculated for the Meridian of London (1700). La obra más memorable de Ned Ward fue The London Spy (1704–1706). The London Spy, antes de The Spectator, asumía la posición de un observador e informaba sin comprender plenamente. La obra de Tom D'Urfey Wit and Mirth: or Pills to Purge Melancholy (1719) era otra sátira que intentaba entretener, más que hacer crítica política, en forma de canciones groseras y pegadizas. 
Después del éxito de Swift, la sátira paródica resultó atractiva para los autores a lo largo de todo el siglo XVIII. Varios factores llevaron al auge de la escritura y la sátira políticas. El éxito de Robert Walpole, con su dominio de la Cámara de los Comunes fue una causa muy efectiva para una literatura radicalizada y por lo tanto el auge de la sátira paródica. La sátira paródica desmonta los casos y planes de la política sin que, necesariamente, aportara una normativa o un conjunto de valores positivo. Por lo tanto, era un método ideal de ataque para los irónicos y conservadores —aquellos incapaces de proponer otros cambios, pero que condenaban los cambios actuales como nada recomendables. La sátira se encontraba presente en todos los géneros durante el periodo augusto. Quizá en principio formó parte de un debate político y religioso. Cada político destacado y acto político tuvo sátiras que lo atacaron. Pocas de estas eran sátiras paródicas, pero también las hubo en el debate político y religioso. Tan omnipresente y poderosa fue la sátira en el periodo neoclásico que más de una historia literaria se ha referido a él como la "Época de la sátira" en literatura.

## Poesía
En la época augusta, todos los poetas escribieron como contrapunto y expansión directa de otro, con cada poeta escribiendo sátira cuando estaba en la oposición. Hubo una gran lucha sobre la naturaleza y el papel del pastoral a principios de siglo, reflejo de dos movimientos simultáneos: la invención del yo subjetivo como un asunto digno, con la emergencia de una prioridad sobre la psicología individual, contra la insistencia en todos los actos artísticos de ser una interpretación y un gesto público realizado en beneficio de la sociedad en su conjunto. El desarrollo ulterior parece que llevó al acuerdo entre ambos lados, con una gradual adaptación de todas las formas de poesía de todos sus viejos usos. Las odas dejarían de ser un encomio, las baladas dejaron de ser narrativas, las elegías ya no eran sinceros recordatorios, las sátiras no serían ya entretenimientos específicos, las parodias ya no eran piezas dramáticas sin sarcasmo, las canciones ya no serían mordaces, y la lírica se convertiría en una celebración del individuo, más que el lamento del amante. Estos desarrollos pueden verse como extensiones del Protestantismo, como arguyó Max Weber, pues representan un crecimiento gradual de las implicaciones de la doctrina de Lutero del sacerdocio de todos los creyentes, o puede verse como el crecimiento en poder y asertividad, de la burguesía y un eco del desplazamiento del trabajador con respecto a su casa en la industrialización creciente, como han señalado marxistas como E.P. Thompson. Puede señalarse que el desarrollo del individuo subjetivo frente al individuo social era una reacción natural al comercio sobre otros métodos económicos. Con independencia de cuál sea la causa, un grupo de voces bastante conservadoras defendían una persona social y un amplio grupo emergente de voces abogaban por la persona individual. 

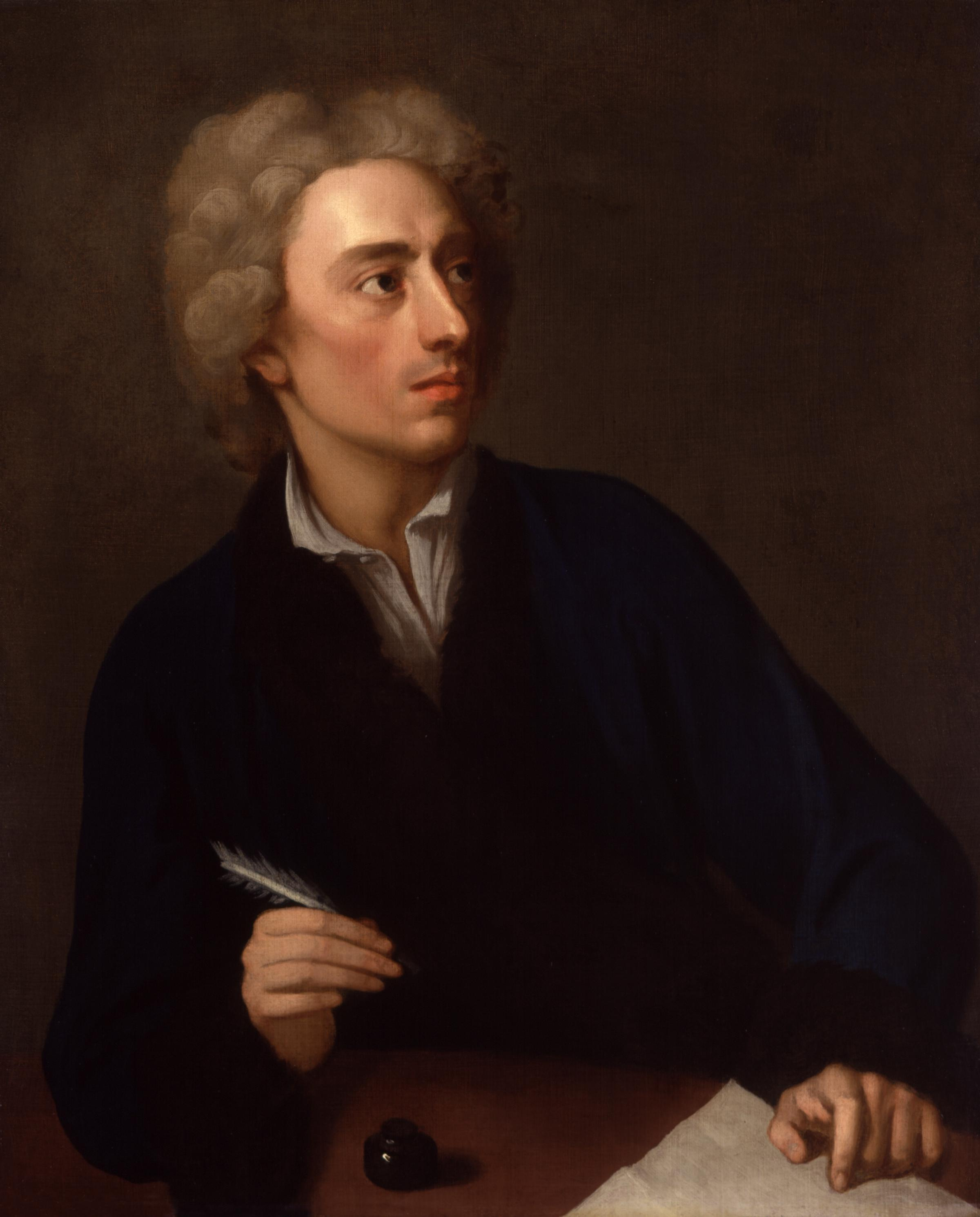
Alexander Pope, el poeta más influyente de la época augusta.

Alexander Pope domina toda la poesía augusta. Sus versos se repitieron tanto que aportaron una serie de clichés y proverbios al inglés moderno. Pope tuvo pocos rivales poéticos, pero sí era pendenciero por escrito, teniendo muchos enemigos personales y oponentes políticos, filosóficos o religiosos. Pope y sus enemigos (a menudo llamados "the Dunces (los burros)" debido a la exitosa sátira que Pope hizo de ellos en La dunciada) se enfrentaron sobre el tema adecuado para la poesía y de la actitud apropiada de la voz poética.
La lucha sobre la pastoral se inicia después de que Pope publicara sus Pastorales de las cuatro estaciones en 1709. Una crítica en el Guardian alabó las pastorales de Ambrose Philips sobre las de Pope, y este replicó con una falsa alabanza de las Pastorales de Philips en las que las escarnecía. Pope citó los peores versos de Philips, se burló de su ejecución, y se deleitó señalando sus versos vacíos. Pope más tarde explicó que cualquier representación de los pastores y sus amantes en la pastoral no deben ser pastores contemporáneos, sino iconos de la edad de oro: "no debemos describir nuestros pastores como son en realidad actualmente, sino por cómo puede concebirse que eran, cuando los mejores hombres se dedicaban a esta actividad" (Gordon). Las Pastorales de Philips no eran poesías particularmente malas, pero reflejaban su deseo de "actualizar" la pastoral. En 1724, Philips actualizaría de nuevo la poesía escribiendo una serie de odas dedicadas a "todas las edades y caracteres, desde Walpole, el timonel del reino, a la señorita Pulteney en el cuarto de los niños." Henry Carey fue uno de quienes mejor satirizaron estos poemas, y su Namby Pamby se convirtió en una obliteración, con gran éxito, de Philips y su esfuerzo. Lo que destaca de Philips frente a Pope, sin embargo, es el hecho de que ambos poetas estaban adaptando la pastoral y la oda, ambos alteraban estos géneros. La insistencia de Pope sobre una Edad de Oro pastoral era una afirmación política no menor que el deseo de Philips de actualizarla. Es fácil ver en Ambrose Philips el esfuerzo por un triunfo modernista, pero no es menos cierto que Pope usaba una pastoral artificiosamente restringida como una declaración de lo que debe ser el ideal.

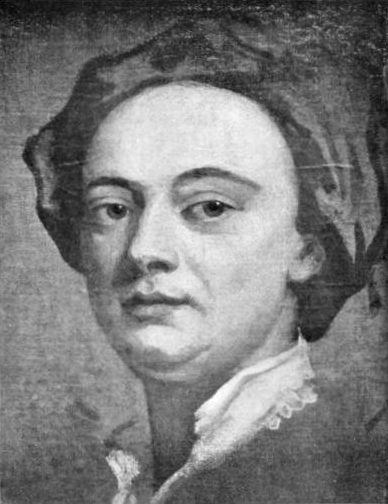
Retrato de John Gay. Su apacible sátira contrasta con las más ásperas de Pope y Swift.

El amigo de Pope John Gay también adaptó la pastoral. Gay, trabajando por sugerencia de Pope, escribió una parodia de la pastoral actualizada en The Shepherd's Week. También imitó las Sátiras de Juvenal con su Trivia. En 1728, su The Beggar's Opera fue un enorme éxito, llegando al insólito número de ochenta representaciones. Todas estas obras tienen en común un gesto de compasión. En Trivia, Gay escribe como si se compadeciera de aquellos que viven en Londres, y se encuentran amenazados por la ruinosa albañilería y los lanzamientos de aguas menores desde las casas, y The Shepherd's Week representa con gran detalle las locuras de la vida cotidiana y del carácter excéntrico. Incluso The Beggar's Opera, que es una sátira de Robert Walpole, retrata sus personajes con compasión: los villanos tienen canciones patéticas por derecho propio y actúan más por necesidad que por pura maldad. 
A lo largo de la época augusta fue un lugar común la "actualización" de poetas clásicos. No eran traducciones, sino más bien imitaciones de modelos clásicos, y la imitación permitió a los poetas velar su responsabilidad por los comentarios que hacían. Alexander Pope consiguió referirse al propio Rey en términos nada elogiosos por la vía de "imitar" a Horacio en su Epístola a Augusto. De la misma manera, Samuel Johnson escribió un poema que cae dentro del periodo augusto con su "imitación de Juvenal" titulada Londres. La imitación era inherentemente conservadora, pues argumentaba que todo lo bueno se encontraba en la vieja educación clásica, pero su finalidad era progresista, como los poetas que los usaban solían hacerlo para quejarse de la situación política. 
Pope logró dos de las mayores sátiras poéticas de todo el periodo augusto. El rapto del rizo (1712 y 1714) era una suave falsa poesía épica. Pope aplica la estructura heroica y épica de Virgilio a la historia de una joven, Arabella Fervor, a la que el amoroso barón Lord Petre cortaba con tijeras un rizo. Las estructura de la comparación fuerza a Pope a inventar fuerzas mitológicas que supervisan la lucha, y así crea una batalla épica, completada con una mitología de sílfides y metempsicosis, sobre un juego de zanga, que lleva a una desalmada apropiación de un rizo de pelo. Finalmente, aparece un Deus ex machina y el rizo experimenta una apoteosis. Hasta cierto punto, Pope estaba adaptando un hábito de Jonathan Swift, en Cuento de una barrica, de pretender que las metáforas son verdades literales, e inventaba así mitos que iban con lo cotidiano. El poema tuvo un enorme éxito de público. 

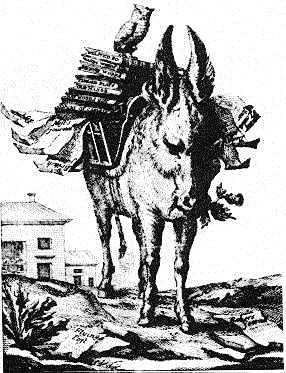
Portada de The Dunciad Variorum, de Alexander Pope, de 1729.

Una década después de la sátira moderada y divertida de El rapto del rizo, Pope escribió su obra maestra de la invectiva y el oprobio concreto, en La dunciada. Cuenta la historia de la diosa Aburrimiento eligiendo un nuevo avatar. Se encarna en uno de los enemigos personales de Pope, Lewis Theobald, y el poema describe la coronación y los juegos heroicos entre todos los burros de Gran Bretaña para celebrar la ascensión de Theobald. Cuando los enemigos de Pope respondieron a La dunciada con ataques, Pope produjo la Dunciad Variorum, con un comentario "erudito" sobre La dunciada original. En 1743, añadió un cuarto libro y cambió el héroe de Lewis Theobald pasó a ser Colley Cibber. En el cuarto libro de la nueva Dunciada, Pope expresa el punto de vista de que, en la batalla entre la luz y la oscuridad (la Ilustración y la Edad Oscura), Noche y Aburrimiento estaban predestinadas a la victoria, que todas las cosas de valor pronto iban a desaparecer bajo la cortina de la ignorancia.
John Gay y Alexander Pope están a un lado de la frontera entre los que celebraban al individuo y los que celebraban lo social. Pope escribió El rapto del rizo, dijo, para resolver un desacuerdo entre dos grandes familias, para hacerlas reír y de esa manera quedar en paz. Incluso La dunciada, que parece ser una matanza en serie de toda la lista de enemigos de Pope, instala a estas figuras como expresiones de fuerzas peligrosas y antisociales en las letras. Theobald y Cibber quedan marcados por la vanidad y el orgullo, descuidados de la moralidad. Las plumas alquiladas a las que Pope ataca sin piedad en la sección de los juegos heroicos de la Dunciada personifican la avaricia y las mentiras. Del mismo modo, Gay escribe sobre sociedad política, de los peligros sociales, y de las locuras que deben tratarse para proteger al conjunto. Los individuos de Gay son un microcosmos de la sociedad en su conjunto. Al otro lado de la frontera están los que se muestran conformes con las políticas de Gay y Pope (y Swift), pero no con su tratamiento. Incluyen, al principio del periodo augusto, a James Thomson y Edward Young. La obra de Thomson Las estaciones (1730) es poesía de la naturaleza, pero no se parece en nada a la noción de Pope sobre la pastoral de la Edad de Oro. El poeta de Thomson habla en primera persona a partir de la observación directa, y su propio estado de ánimo colorea las descripciones del paisaje. A diferencia de la obra de Pope El bosque de Windsor, las estaciones de Thomson no tienen mitología, ni aplauden a Gran Bretaña o la corona. El invierno, en particular, es melancólico y meditativo. Los Pensamientos nocturnos de Young (1742–1744) fueron inmediatamente populares. Era, más aún que El invierno, un poema de profunda soledad, melancolía y desesperación. En estos dos poetas, late la lírica tal como los románticos la verían: la celebración de las respuestas de un individuo en particular ante la visión del mundo, respuestas idiosincrásicas pero paradigmáticas.

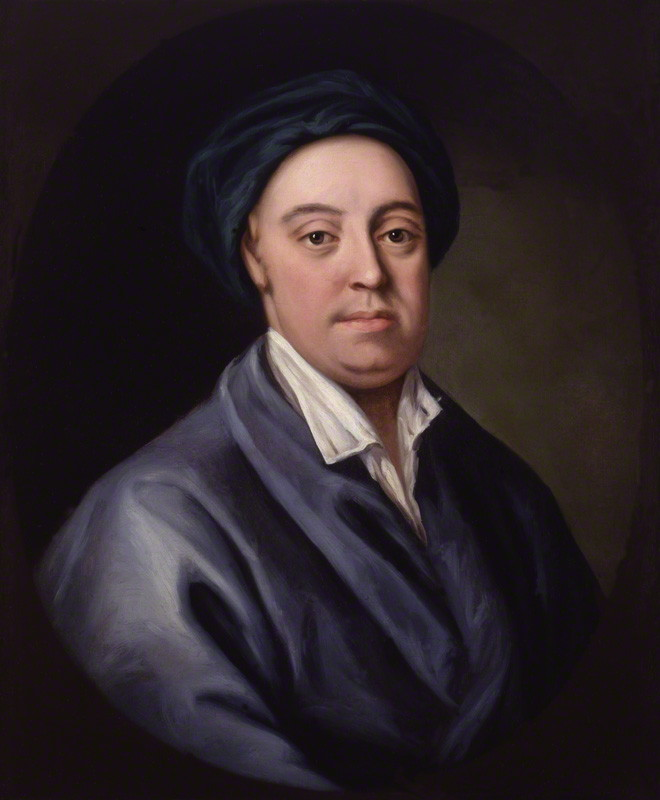
El poeta escocés James Thomson.

Estas alusiones al poeta solitario alcanzaron un nuevo nivel con la obra de Thomas Gray, cuya Elegía escrita en un cementerio de aldea (1750) fijó una nueva tendencia de reflexión melancólica en la poesía. Se escribió en el "campo," y no como opuesto a o comparado con Londres. El poema instala al observador solitario en una posición privilegiada; únicamente estando solo puede el poeta hablar de una verdad que solo se observa individualmente. Después de Gray, un grupo de poetas, conocido como Poetas de cementerio comenzaron a imitar su actitud, cuando no su estilo. Oliver Goldsmith (La aldea abandonada), Thomas Warton, e incluso Thomas Percy  (El ermitaño de Warkworth), todos ellos conservadores y clasicistas (el propio Gray era profesor de griego), aceptaron la nueva poesía de soledad y pérdida. 
Cuando los románticos aparecieron a finales del siglo XVIII, no estaban aceptando una invención radicalmente nueva del yo subjetivo, sino formalizando lo que había ocurrido antes. De la misma manera, el final del siglo XVIII vio una revitalización de la balada, con la obra de Thomas Percy Reliques of Ancient English Poetry (Reliquias de la poesía inglesa antigua). Estas reliquias no eran siempre muy antiguas, pues muchas de las baladas databan solo del siglo XVII (como las baladas de Bagford o El dragón de Wantley en el Percy Folio), y lo que empezó como un movimiento anticuario pronto se hizo un movimiento folclórico. Cuando este impulso inspirado en el folclore se combinó con el impulso solitario e individualista de los poetas de cementerio, el Romanticismo se hizo poco menos que inevitable.

## Teatro
Como ocurre con la prosa y la poesía, no hay un momento en claro en el que se inicie la "era augusta" en el teatro, pero el final está claramente marcado. El teatro de la época augusta finaliza definitivamente en 1737 con la ley de censura teatral llamada Theatrical Licensing Act. Antes de 1737, la escena inglesa cambió rápidamente de la comedia de la Restauración y la tragedia de la Restauración y sus nobles temas por el melodrama, que se desarrolló rápidamente.
George Lillo y Richard Steele escribieron las obras que marcaron la pauta en los inicios del período augusto. Las obras de Lillo conscientemente se apartaron de los héroes y los reyes para volcarse en los tenderos y aprendices. Enfatizaban el drama a nivel doméstico, más que a nivel nacional, y los defectos o fallos que determinan la caída de sus héroes (hamartia), así como la convención formal según la cual la lucha verbal de los personajes debe organizarse de forma que sirve de base para la acción (agon) de las tragedias, son los defectos comunes de caer en la tentación y cometer pecados cristianos. Las tramas se resuelven con perdón y arrepentimiento cristianos. The Conscious Lovers (1722), obra de Steele, gira en torno a un joven héroe que evita batirse en duelo. Estas obras establecen unos nuevos valores para la escena. En lugar de entretener o inspirar a la audiencia, buscaban instruirla y ennoblecerla. Más aún, las obras eran populares precisamente porque parecía que reflejaban las propias vidas y preocupaciones del público.
Joseph Addison también escribió una obra titulada Catón (Cato) en 1713. Catón se refería al estadista. El año de su estreno es importante para entender por qué la obra es única, pues la reina Ana estaba seriamente enferma por entonces, y tanto el ministro tory de la época como la oposición whig (ya dirigida por Robert Walpole) estaban preocupados por la sucesión. Ambos grupos estaban en contacto con el hermano de Ana, el exiliado Jacobo Francisco Estuardo. Los londinenses captaron esta ansiedad, pues Ana no tenía hijos que la sobrevivieran; todos los sucesores cercanos en la familia Estuardo eran católicos romanos. Por lo tanto, la figura de Catón era un símbolo transparente de integridad romana. Los whigs veían en él el rechazo whig a aceptar un monarca absoluto de la casa de Estuardo, mientras que los tories veían en él la personificación de sus sentimientos políticos. Ambos partidos aplaudieron la obra, aunque el propio Addison era claramente whig. La obra de John Home Douglas (1756) tendría un destino semejante a Catón en la siguiente generación después de la Theatrical Licensing Act.
Como durante la Restauración, fue la economía la que mandó en los escenarios del período augusto. Durante el reinado de Carlos II el mecenazgo de la corte significaba éxito económico, y por lo tanto los escenarios de la Restauración fueron ocupados por obras que se adaptaban al rey o la corte. El entretenimiento adecuado era entonces el drama que celebraba a los reyes y narraba la historia de los monarcas británicos. Como Carlos II era un mujeriego, la comedia de la Restauración se caracteriza por sus obras altamente sexualizadas. Sin embargo, después del reinado de Guillermo y María, la corte y la corona dejaron de interesarse por el teatro. Los teatros tenían que sobrevivir por lo que el público pagase, un público ciudadano que demandaba obras que reflejasen las ansiedades de la ciudad y celebrasen las vidas de sus moradores.
Así, hubo unas cuantas obras que no eran en absoluto literarias y que se representaron más que las obras literarias. John Rich y Colley Cibber disputaron por efectos teatrales especiales. Representaron obras que eran solo espectáculo, donde el texto de la obra era casi un añadido del último momento. Dragones, torbellinos, truenos, olas del océano, e incluso elefantes reales se representaban en el escenario. Batallas, explosiones, y caballos, se pusieron sobre las tablas (Cibber). Rich se especializó en la pantomima y fue famoso por el personaje de "Lun" en las representaciones tipo arlequín. Las obras representadas de esta manera no son generalmente preservadas ni estudiadas, pero su monopolio sobre los teatros enfureció a los autores literarios. 
La ópera triunfó en Inglaterra durante este período. Puesto que combinaba el canto con la actuación, era un género mixto, lo que violaba todas las normas del Neoclasicismo. Más aún estas nobles melodías expresaban dolor o alegría, rompiendo así el "decoro." Para añadir más ofensa, los repartos y estrellas destacadas eran extranjeros y, como ocurrió con Farinelli y Senesino, castrati. Los satíricos vieron en la ópera el no va más de la discriminación. Como dijo Pope en La dunciada:
"¡Alegría en el Caos! que reine la División:
Torturas cromáticas pronto las llevarán [a las musas] de ahí,
Crispen todos sus nervios, y dilapiden todo su buen sentido:
Un Trino armonizará alegría, pena, y furia,
Despierte la apagada Iglesia, y adormezca a la Escena que despotrica;
Esas mismas notas tus hijos deberán tararear, o roncar,
Y todas tus aburridas hijas llorar, bis." (IV 55-60)
John Gay parodió la ópera con su satírica Beggar's Opera (1728) y con ella entregó una sátira de las acciones de Robert Walpole durante el escándalo de la Burbuja de los mares del Sur. En su superficie, la obra se refiere a un hombre llamado Macheath que dirige una banda para un receptador criminal llamado Peachum, cuya hija, Polly Peachum, está enamorada de él, y que se escapa de la prisión una y otra vez debido a que la hija del carcelero, Lucy Lockitt, también está enamorada de él. Esta historia tenía un obvio paralelismo con el caso de Jonathan Wild (Peachum) y Jack Sheppard (Macheath). Sin embargo, también era el relato de Robert Walpole (Peachum) y los directores de los mares del Sur (Macheath). 
La obra fue un éxito, las canciones, así como la obra, se imprimieron y vendieron. Sin embargo, cuando Gay escribió una segunda parte, llamada Polly, Walpole hizo que la obra se suprimiera antes de la representación. 
Los dramaturgos se encontraron, por lo tanto, en apuros. Por un lado, los teatros prescindían de ellos recurriendo a pantomimas escritas por autores de alquiler. Por otro lado, cuando aparecía una obra satírica, el ministro whig la suprimía. Este antagonismo fue tomado por Henry Fielding, quien no temía provocar al ministro. Su Tom Thumb (Pulgarcito) (1730) era una sátira sobre todas las tragedias escritas con anterioridad, con citas de todas las peores obras pegadas juntas para lograr mayor efecto absurdo, y la trama se refería al hombrecito epónimo que intentaba dirigir las cosas. Era, en otras palabras, un ataque a Robert Walpole y la manera de referirse a él llamándole "el Gran hombre". En la obra el defecto del Gran Hombre era evidente, pues hizo de él un enano. Walpole respondió suprimiendo las representaciones de la obra, y la revisión de Fielding de la obra solamente apareció en forma de libro. Estaba escrita por "Scribblerus Secundus", según anunciaba la primera página y fue la Tragedia de tragedias, que funcionó como una sátira paródica claramente swiftiana. El sentimiento anti-walpoleano también se muestra en la existencia de obras cada vez más políticas, que los teatros representaban. La obra de autor desconocido titulada A Vision of the Golden Rump (Una visión del trasero dorado) es la que sirvió de excusa al Parlamento para aprobar la Licensing Act de 1737. Esto se entiende al considerar que "rump", en inglés, se aplica a las ancas, la rabadilla o la parte trasera de un animal, además de a las nalgas humanas; pero en sentido figurado se aplica al Parlamento inglés que en 1648 fue purgado de los elementos no favorables al procesamiento del rey Carlos I. Desde entonces se le conoció vulgarmente como Rump Parliament, en el sentido de "Parlamento purgado" o reducido a una pequeña parte, y no precisamente la parte más noble (la relación del parlamento con esa parte también se da en España, donde se llama a los diputados "culiparlantes", especialmente a los menos significados, que solo van a votar, dado que antiguamente se hacía poniéndose de pie frente al escaño para contabilizar los votos). 
La ley de censura teatral implicó que todas las obras que se quisieran representar debían pasar antes por un censor, y solo aquellas que obtuvieran su aprobación podían representarse. La primera obra que se prohibió con la nueva ley fue Gustavus Vasa de Henry Brooke. Samuel Johnson escribió una sátira paródica al estilo de Swift sobre los censores, titulada A Complete Vindication of the Licensers of the Stage (1739). La sátira, por supuesto, no era una vindicación sino al contrario, una reductio ad absurdum de la posición de la censura. Si los censores no hubieran ejercitado su labor de manera tan parcial, la ley no hubiera afectado tan dramáticamente a la escena inglesa, pero el público era consciente de las prohibiciones y la censura, y en consecuencia, una obra que superase la censura era mirada con sospecha por el público. Por lo tanto, los teatros no tenían más remedio que representar pantomimas, obras antiguas y otras sin ningún contenido político concebible. La reputación de William Shakespeare creció enormemente al cuadruplicarse el número de sus representaciones, y la comedia sentimental y el melodrama eran las únicas opciones. 
A finales del período augusto, Oliver Goldsmith intentó resistirse a la marea de comedia sentimental con su obra She Stoops to Conquer (Ella desciende para conquistar) (1773), y Richard Brinsley Sheridan montaría varias obras satíricas después de la muerte de Walpole, pero en gran medida el daño ya estaba hecho, y duraría un siglo.